# Jo Hye-joo
Jo Hye-joo (en hangul, 조혜주; hanja: 趙慧珠; nacida el 18 de abril de 1995), es una actriz surcoreana.

## Biografía
Estudió en la Universidad Chung-Ang, en el Departamento de teatro y Cine.

## Carrera
Es miembro de la agencia "YGKPLUS".
En el 2018 apareció como invitada en la primera temporada de la serie web A-TEEN, donde dio vida a la prima de Do Ha-na (Shin Ye-eun). El 16 de enero del mismo año se unió al elenco principal de la serie web Just Too Bored (단지 너무 지루해서) donde interpretó a Bae Ye-sul, una empleada en "Samsung Pay Shopping" y la directora general del área de viajes, hasta el final el 8 de marzo del mismo año.
El 19 de julio del mismo año se unió al elenco principal de la serie Just One Bite (한입만), donde dio vida a Jeon Hee-sook, la mejor amiga de Ha Eun-sung (Kim Ji-in) e Im Soo-ji (Seo Hye-won), y el interés romántico de Ha Tae-sung (Park Sun-jae), hasta el final de la serie el 11 de agosto del mismo año.
El 9 de marzo del 2019 volvió a interpretar a Hee-sook durante la segunda temporada de la serie Just One Bite 2, hasta el final de la serie el 6 de abril del 2019.
Ese mismo año interpretó a una estudiante de la escuela donde asisten Yoon Jae-in (Shin Ye-eun) y Lee Ahn (Park Jin-young) en la serie He Is Psychometric. En junio del mismo año se unió al elenco recurrente de la serie Search: WWW, donde dio vida a Yoon Dong-joo.
El 30 de abril de 2020 realizó una aparición como invitada durante el último episodio de la serie Memorist, donde interpretó a Sung Ju-ran, la hermana menor del detective Dong Baek (Yoo Seung-ho). En diciembre del mismo año se unió al elenco principal de la serie surcoreana A Love So Beautiful donde interpretó a Kang Ha-young, la mejor amiga de Shin Sol-i (So Joo-yeon).

## Filmografía

### Series de televisión
| Año     | Título                       | Personaje             | Notas                      | Ref.          |
| ------- | ---------------------------- | --------------------- | -------------------------- | ------------- |
| 2018    | A-TEEN                       | Prima de Do Ha-na     | Serie web                  |               |
| 2018    | Just Too Bored               | Bae Ye-sul            | Serie web, 16 episodios    |               |
| 2018    | Just One Bite                | Jeon Hee-sook         | Serie web, 8 episodios     | [ 2 ]         |
| 2019    | Just One Bite 2              | Jeon Hee-sook         | Serie web, 10 episodios    |               |
| 2019    | Big Issue                    | Asistente del Gerente |                            |               |
| 2019    | He Is Psychometric           | Estudiante            | 3 episodios                |               |
| 2019    | Search: WWW                  | Yoon Dong-joo         |                            | [ 6 ]         |
| 2020    | Memorist                     | Sung Ju-ran           | Aparición especial, ep. 16 |               |
| 2020    | A Love So Beautiful          | Kang Ha-young         | 24 episodios               | [ 7 ]         |
| 2022    | Reborn Rich                  | Jin Ye-joon           |                            | [ 8 ]         |
| 2023    | La pensión romántica secreta | Yoon Hong-joo         |                            | [ 9 ]         |
| 2023-24 | Mi adorable demonio          | Jin Ka-young          |                            | [ 10 ] [ 11 ] |
| 2024    | Querida Hyeri                | Baek Hye-yeon         |                            | [ 12 ] [ 13 ] |

### Películas
| Año  | Título               | Hangul        | Personaje                | Notas                                                                 | Ref.         |
| ---- | -------------------- | ------------- | ------------------------ | --------------------------------------------------------------------- | ------------ |
| 2017 | Wedding              | 결혼식        | Novia de Song Hoon       | Cortometraje web - protagonista                                       |              |
| 2019 | Miss & Mrs. Cops     | 걸캅스        | Soo-bin                  | Cameo. Junto a Ra Mi-ran, Lee Sung-kyung, Yoon Sang-hyun y Wi Ha-joon | [ 2 ] [ 14 ] |
| 2020 | The Man Standing Nex | 남산의 부장들 | Estudiante universitaria | Cameo                                                                 |              |

### Vídeos musicales
| Año  | Canción                                           | Artista      | Ref.         |
| ---- | ------------------------------------------------- | ------------ | ------------ |
| 2019 | 솔직하게 말해서 나 («Para ser sincero»)           | Kim Na-young | [ 7 ]        |
| 2020 | 오늘따라 비가와서 그런가봐 («Tal vez llueve hoy») | Solji        | [ 7 ] [ 15 ] |